# バッハ弓

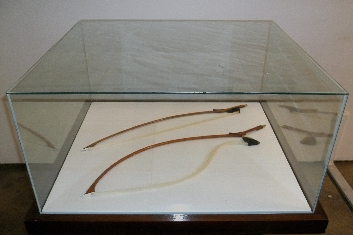
バッハ弓

バッハ弓は、20世紀後半にバッハの『無伴奏ヴァイオリンのためのソナタとパルティータ』を現代楽器で再現するために発明されたヴァイオリン用の特殊な弓である。

## 概要と歴史
ノーベル平和賞受賞者にして音楽家でもあるアルベルト・シュヴァイツァーによって「発明」され、湾曲弓とも呼ばれる。モダン・チェンバロなどと同じように19世紀からの古楽復興運動の中で史実考証の誤解によって生まれたもので、現代では完全に否定されている。
現代のヴァイオリン弓は背中側に向けC形に曲がっているのが普通だが、バッハ弓は逆C型に大きく湾曲していること、また全体的に毛がゆるめに張られており、弓に取り付けられた調節器によって張力を大きく変えることが可能であることなどが特徴である。バッハ弓で弾く対象とされた『無伴奏ヴァイオリンのためのソナタとパルティータ』は4音同時の和音が多く要求され、しかもそれがポリフォニックに書かれているものばかりである。これをアルペジオに崩すことなく忠実に再現しようとすれば、弓はこのような形にならざるをえない。
現代の古楽考証においては、バッハ時代の楽譜というものは何がなんでも楽譜通り音を出さなくてはならない、といった厳密なものではなく、そのときの演奏者のレベルによっていくらでも解釈が可能なように作られていたことがわかっている。そこから推定して、その当時でも4音同時に音を鳴らしたのではなく、アルペジオに崩されていた（現代でもこの弾き方が主流）こと、従って実際にはバッハ弓はバッハ時代に存在しなかったであろうことはほぼ確実である。
バッハ弓はその誕生当初から専門家たちから散々な非難を受けていたが、シュヴァイツァーは自説を曲げずに押し通し、ラルフ・シュレーダーというヴァイオリニストに公開演奏をさせるまでにこぎつけた。

## 復興

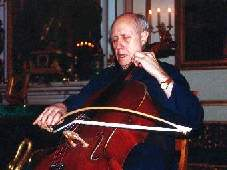
バッハ弓でチェロを弾くムスティスラフ・ロストロポーヴィチ

シュヴァイツァーのノーベル賞受賞者としての名声とあいまってこの「偽古楽器」はかなり長い間命脈を保つことになり、現代でも一部の演奏者から熱心な支持を受けている。また一方ではこれを単なる「古楽考証の間違い」として否定的に捨て去るのではなく、ヴァイオリンの可能性を引き出す新たな「発明品」として肯定的にとらえ直そうという試みもなされている。
チェロでは熱心な信奉者であるチェリスト、ミヒャエル・バッハの演奏を想定して、ジョン・ケージがこの弓を用いたチェロ独奏曲を書いたことが有名である。他にも何人かの現代音楽の作曲家の手によって、このバッハ弓を使う特殊なチェロ作品が作曲されている。
またこの弓をさらに改造して、より柔軟に4弦同時に発音がなされる弓を開発したウラジミール・ピリャッソフなどの探求者もおり、バッハ弓の開発は単なる無駄骨ではなかったことが現代音楽業界で改めて再認識されている。かくして、この弓は極めて珍しい「延命処置」がなされたのである。
Arte Novaレーベルからは、ルドルフ・ゲーラーの演奏による「バッハ弓使用」を謳った無伴奏曲集がリリースされている。